# Handjob

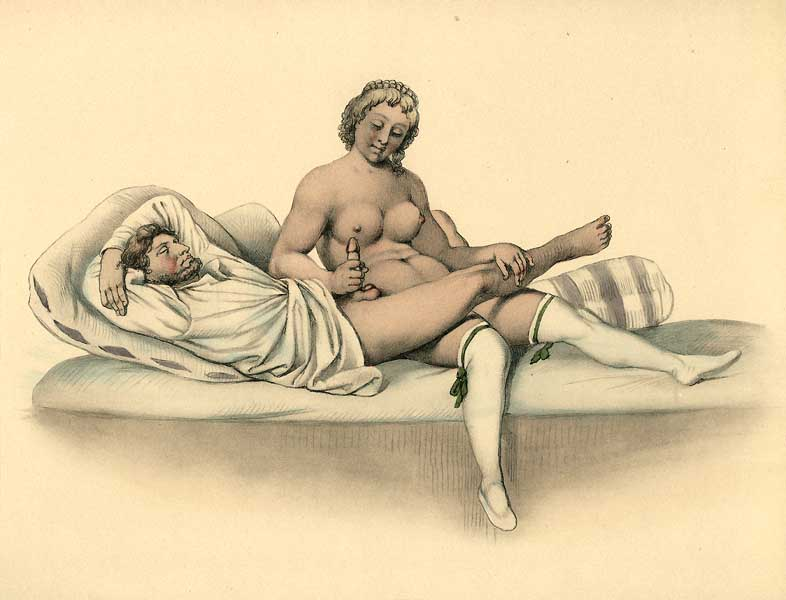
Darstellung eines Handjobs von Peter Johann Nepomuk Geiger (Aquarell, um 1840)

Ein Handjob (aus dem Englischen wörtlich für Handarbeit) oder eine Handentspannung bezeichnet eine Sexualpraktik, bei der ein Sexualpartner den Penis des anderen allein mit der Hand meist bis zur Ejakulation stimuliert.
Der Handjob unterscheidet sich von der Masturbation dadurch, dass die Stimulation nicht selbst durchgeführt wird, sondern eine Form des Heavy-Pettings ist. Typischerweise wird diese Bezeichnung nur verwendet, wenn ein Mann als passiver Partner stimuliert wird. Die manuelle Stimulation von Frauen wird als Fingern bzw. Fisting bezeichnet, worunter auch geschlechtsübergreifend die entsprechende Penetration des Anus verstanden werden kann. Der aktive Partner kann eine Frau oder ein Mann sein.
Die „Entspannung“ bezüglich der Bezeichnung Handentspannung beschreibt den Orgasmus.

## Anwendung
Diese Praktik kann sowohl als Vorspiel dienen als auch zur Ejakulation führen. Der Vorgang beim Handjob lässt sich als rhythmische Bewegung der ringförmig um den Penis geschlossenen Hand oder auch nur einzelner Finger beschreiben. Wie bei allen anderen Sexualpraktiken kann die genaue Durchführung und Umsetzung nicht verallgemeinert werden. Es hängt von den Partnern, ihren Vorlieben, Wünschen und Gefühlen ab, wie sie den Handjob gestalten. Eine Rolle spielen hierbei die Anzahl der Finger, Tempo, Druck, Rhythmus, welche Bereiche stimuliert werden und ob der Penis beschnitten ist.
Ein sehr prägnanter Unterschied ist es, ob der Handjob trocken oder feucht – also unter Einsatz von Speichel oder Gleitmitteln wie Öl und Lotion – durchgeführt wird, da sich beide Formen deutlich verschieden anfühlen.